# Un lío de millones
Un lío de millones (originalmente titulada Mis hijos valen oro) es una película española de comedia de 2024, dirigida por Susan Béjar en su ópera prima, quien coescribió el guion junto a Ángela Armero. Es un remake español de la película francesa de 2021 Mis queridísimos hijos, la cual fue originalmente escrita por Alexandra Leclère. Está protagonizada por Antonio Resines, Gracia Olayo, Alberto Olmo y Clara Lago. Se estrenó en cines españoles el 20 de diciembre de 2024, con distribución de Sony Pictures España.

## Trama
En un pueblo de la Sierra de Madrid, Bego (Gracia Olayo) y Agustín (Antonio Resines) viven una jubilación tranquila marcada por la independización de sus hijos, Miguel (Alberto Olmo) y Carla (Clara Lago), quienes se fueron a vivir a la ciudad, el síndrome del nido vacío parece haberse instalado en el matrimonio, y empiezan a comprobar, con tristeza, que sus hijos se han empezado a olvidar de ellos. Cuando los dos hijos anuncian que no irán a casa por Navidad, los padres idean un arriesgado plan para que vuelvan a su lado: fingirán que han ganado la lotería y que son multimillonarios.

## Reparto
- Antonio Resines como Agustín
- Gracia Olayo como Bego
- Alberto Olmo como Miguel
- Clara Lago como Carla
- Lucía Caraballo como Paula
- Itzan Escamilla como Sergio
- Ángela Mármol como Influencer
- Raúl Cimas como Cyro

## Producción
A finales de mayo de 2024, se anunció que el rodaje de la película Mis hijos valen oro había comenzado bajo la dirección de Susan Béjar en su ópera prima, con Antonio Resines, Gracia Olayo, Alberto Olmo, Itzan Escamilla, Lucía Caraballo, Raúl Cimas y Clara Lago como protagonistas. La película es un remake español de la película francesa de 2021 Mes très chers enfants, la cual fue originalmente escrita por Alexandra Leclère y ya había tenido un remake italiano en 2022, La familia tiene un precio. El rodaje de la cinta tuvo lugar en Madrid y Navarra durante siete semanas. En algún punto de la producción, el título de la película cambió de Mis hijos valen oro a Un lío de millones.
El presupuesto total de Un lío de millones es de tres millones de euros, incluyendo 1,2 millones de euros procedentes de las ayudas generales del ICAA.

## Lanzamiento y marketing
En octubre de 2024, Sony Pictures España lanzó el tráiler de Un lío de millones y programó su estreno en cines de España para el 20 de diciembre de 2024.